# Жакарезинью
Жакарезинью (порт. Jacarezinho) — муниципалитет в Бразилии, входит в штат Парана. Составная часть мезорегиона Север Пиунейру-Паранаэнси. Входит в экономико-статистический микрорегион Жакарезинью. Население составляет 38 714 человек на 2006 год. Занимает площадь 602,526 км². Плотность населения — 64,3 чел./км².

## История
Город основан 2 апреля 1900 года.

## Статистика
- Валовой внутренний продукт на 2003 год составляет 331 523 999,00 реалов (данные: Бразильский институт географии и статистики).
- Валовой внутренний продукт на душу населения на 2003 год составляет 8471,94 реалов (данные: Бразильский институт географии и статистики).
- Индекс развития человеческого потенциала на 2000 год составляет 0,782 (данные: Программа развития ООН).

## География
Климат местности: субтропический. В соответствии с классификацией Кёппена, климат относится к категории Cfa.